# Sticky & Sweet Tour
A Sticky & Sweet Tour Madonna nyolcadik világ körüli turnéja volt, amely tizenegyedik stúdióalbuma, a Hard Candy (2008) népszerűsítésére szolgált. A turnéval az énekesnő főleg Európát és Amerikát járta be. Madonnának ez volt az első nagyturnéja a Live Nationnel kötött lemez-, illetve turnészerződése óta a Hard Candy promóciós turnéja után. A turné 2008 augusztusában kezdődött, és 2009 szeptemberében ért véget. A turné rendkívül sikeresnek bizonyult: többek között ez lett a legjövedelmezőbb szólóénekes-koncertturné, megdöntve ezzel a 2006-os Confessions Tour-ral korábban felállított rekordját. Az összes bevétel 2008 decemberéig elérte a 282 millió dollárt. A show hatalmas népszerűségének köszönhetően 2009 januárjában bejelentették, az énekesnő folytatni fogja a turnéját, így 2009 nyarán visszatért Európába ahol fellépett többek között Magyarországon Budapesten a Kincsem Parkban, valamint ellátogatott Ázsiába Izraelbe, ahol koncertet adott Tel-Avivban is. A turné 32 országot érintett és körülbelül 3,5 millió ember látta. Az összbevétel 408 millió dollár lett, így ez lett minden idők második legjövedelmezőbb turnéja. A turnéról készült koncertalbum 2010 márciusában jelent meg Sticky & Sweet Tour címmel.

## A turnéról
A turnét hivatalosan Guy Oseary, Madonna menedzsere és Arthur Fogel a Live Nation vezérigazgatója erősítette meg 2008. május 8-án. A turnét úgy jellemzik, mint egy „rockkal átitatott táncszerű utazás”.
A show négy különböző részből áll:
- Pimp (Gengszter/Kerítő): a modern városi élet és az 1920-as évek stílusának ötvözete.
- Old School (Retró '80-as évek): Madonna New Yorkba érkezésének kezdeti éveit idézi fel és barátja, Keith Haring előtt tiszteleg.
- Gipsy (Roma): nomád cigány kultúra és népzene.
- Rave: futurisztikus diszkó keleti hatással.

### Madonna kijelentései
A Get Stupid című átvezető videó alatt a közönség különböző korok különböző katasztrófáit látja Hitler és Mugabe képeivel. Az amerikai republikánus elnökjelölt John McCain is látható ebben a részben Hitler és Mugabe mellett. Lennon, Gandhi és Al Gore szintén feltűnik a videó végén az amerikai elnökjelölt Barack Obama társaságában. A videó nagy felháborodást keltett politikai berkekben, különösen McCain táborában. Tucker Bounds, McCain szóvivője kijelentette: "Az összehasonlítások egyszerre botrányosak, elfogadhatatlanok és durván megosztóak. […] Tisztán látszik, hogy amikor Barack Obama támogatásáról van szó, világhírű követői nem hajlandóak figyelembe venni bármilyen rágalmazással vagy támadással kapcsolatos határt."
Az elnökválasztás után McCain képe ki lett véve a videóból. A Petco Park-beli fellépése során Madonna és rajongói gratuláltak az új elnök, Barack Obamának a történelmi eredmény alkalmából. Madonna azt mondta: „Ez egy történelmi este. Ez egy kibaszottul fontos este és mi szerencsések vagyunk, hogy megoszthatjuk ezt a világgal. […] Ez egy teljesen más világ kezdete. Készen álltok? Tényleg kurvára készen álltok?” Ezután a videó kivetítőkön megjelenítették Obama üzenetét: „Győztünk”.
A római fellépése során Madonna XVI. Benedek pápának ajánlotta a Like a Virgin című számát. Azt mondta: "A Pápának ajánlom ezt a dalt, mert tudom, hogy szeret engem. Én Isten gyermeke vagyok… és tudjátok, mi még?" Ezután elkezdte a dal első versszakát.
Sem XVI. Benedek pápa, sem a Vatikán nem kívánt reagálni az ajánlásra vagy Madonna kijelentésére.
A varsói fellépés tiltakozást váltott ki a lengyelekből, mivel annak napja (augusztus 15.) egybeesik Szűz Mária ünnepével. A lengyelek megkérték Madonnát, hogy ezt tekintetbe véve halassza el a koncertet.
A bukaresti koncertje alatt Madonna a kelet-európai cigány megkülönböztetésről kezdett beszélni. Azt mondta: "Tudomásomra jutott, hogy alapvetően nagyon nagy a romák elleni diszkrimináció Kelet-Európában. [...] Ez nagyon elszomorított." A kijelentés miatt sokan kifütyülték a közönségből, mivel Romániában a téma igen vitatott.

## A show-ról
A show a Sweet Machine című háromdimenziós animációs filmmel kezdődik, amelyben egy cukorkát készítenek el egy cukorkaüzemben, majd a kisfilm végén, amikor a cukorka már kész, azt flippergolyóként használják.
Ahogy a kisfilm befejeződik, Madonna tűnik elő a színpadon egy M formájú trónon, és a Candy Shoppal elkezdődik a show. A soron következő Beat Goes Onban Madonna és táncosai egy régi fehér 1935-ös Auburn Speedsterrel táncolnak, a kivetítőkön pedig Pharrell Williams és Kanye West rappelnek. Ezután az énekesnő elektronikus gitárt ragad, hogy előadja a Human Nature-t. A számhoz készült klipben Britney Spears tűnik fel egy lift csapdájába ejtve. Az énekesnő néhány versszakot is elénekel a klipben. A Vogue zárja ezt a szekciót, ami után a Die Another Day átvezető videó következik. Ebben a háttérklipben Madonna bokszolóként tűnik fel, míg táncosai bokszmeccset imitálnak a színpadon egy igazi ringben.
A következő részben – amit a ‘80-as évek New York-i stílusa és kultúrája inspirált – Madonna ugrókötelezve ér a színpadra, hogy az Into the Groove-ot adja elő. A szám alá Cassius Toop Toop című számát keverték, míg a háttérben Madonna néhai barátjának, Keith Haringnek művei láthatóak.
A soron következő Heartbeat alatt Madonna mozdulatait táncosai kontrollálják, mintha azok bábozók lennének. A Borderline rock átdolgozása csendül fel ezt követően. A She’s Not Me-ben Madonna kifigurázza egykori önmagát: a kivetítőkön különböző arculatait vonultatja fel, míg táncosai a Material Girl, az Open Your Heart, a Like a Virgin vagy a Vogue-ban viselt kosztümjeiben jelennek meg, mint bábuk. Ez a rész a Musickal zárul, amelyben a Put Your Hands Up for Detroit és a Last Night a DJ Saved My Life című számok alapjait használták fel. A szám kezdetekor az énekesnő és táncosai egy metróajtó mögül jönnek elő és a szám végén ugyanúgy "metróval" hagyják el a színpadot. Újabb átvezető videó következik, a Rain. Az animált klipben egy tündér próbál menedéket találni egy szirom alatt az eső elől. A dalban felcsendül az Eurythmics Here Comes the Rain Again című klasszikusa.
A következő szekciót a Devil Wouldn’t Recognize You nyitja. Ebben a számban Madonna egy kör alakú kivetítőbe van szorítva egy zongora tetején, és miközben énekel a kivetítőn zuhog az eső. Ezt követi a Spanish Lesson, melyben Alexander Kolpakov vendégművész szóló flamencoszámot ad elő. A számban a táncosok csukját viselnek és egyenként táncolnak az énekesnővel. Madonna újra gitárt ragad, hogy előadja a Miles Away című balladát.

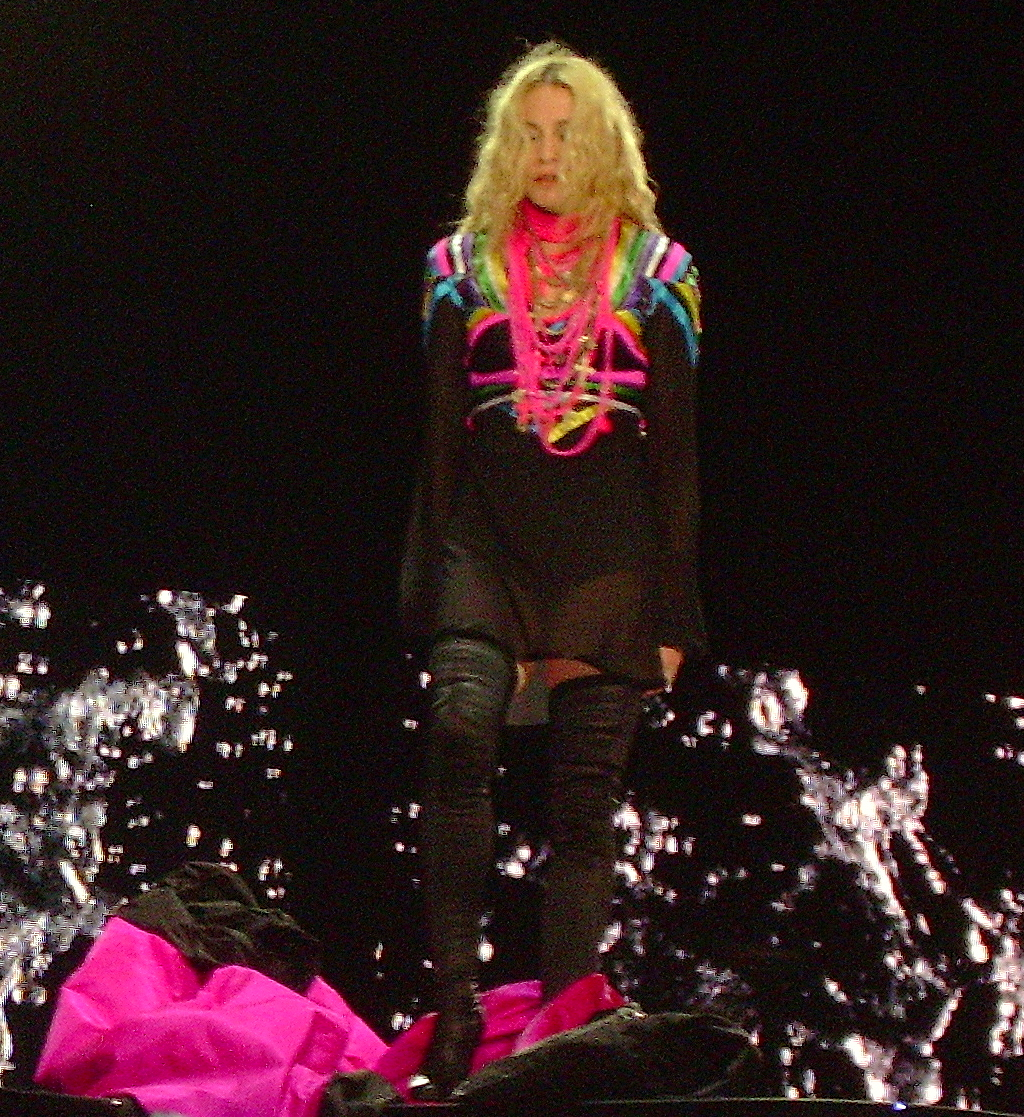
Devil Wouldn't Recognize You

A La Isla Bonitát az ukrán roma trióval, a Kolpakov Trióval adja elő, amely ezúttal a roma esküvői dalt, a Lela Pala Tute-t egyesíti. Ezután az énekesnő és táncosai leülnek a színpadon és a Trio a Doli Doli című tradicionális dallal folytatja a koncertet. Ezt követi az Oscar-díjas You Must Love Me az Evitából. A számot ezúttal gitárra és hegedűre dolgozták át. A háttérvideót természetesen a musicalből válogatták össze. Ez a rész a Get Stupid című átvezető videóval végződik, ami a globális felmelegedésre, az éhínségre és más globális problémákra hívja fel a figyelmet.
Az utolsó részben – ami a 4 Minutes című dallal kezdődik – Madonna Justin Timberlake-kel és Timbalanddal énekel virtuális duettet. A következő szám a Like a Prayer remixe, amelyben Felix Feels Like Home című dalát használták fel. A kivetítőkön a Bibliából, a Koránból, a Tórából és a Talmudból jelennek meg üzenetek. A Ray of Light a soron következő szám, amely alatt Madonna újra elektromos gitáron játszik. Ezután az énekesnő megkérdezi a közönséget, hogy melyik régi dalát adja elő acapellában. A közönség segítségével mindig a választott dal első versszakait és a kórust énekli el, majd a koncert a Hung Uppal folytatódik. A show a Give It 2 Me hosszított rock változatával végződik, ebben Madonna ismét megénekelteti a közönséget. A szám alatt egy videójáték látható a kivetítőn, majd a koncert végén megjelenik a „Game Over” felirat, és ezzel a show-nak vége.

### 2009-es változtatások

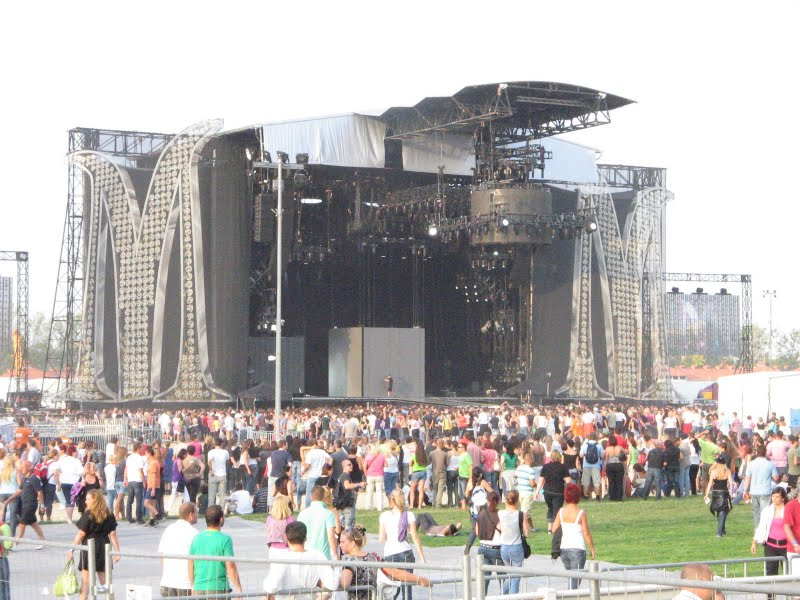
Színpad a Kincsem Parkban

A 2009-es szakaszban sok változás történt az előzőhöz képest. A Candy Shophoz új háttérvideó készült Marilyn Minter pop art művész segítségével. Ebben Minter Green Pink Caviar című videóját használták fel. Madonna új kosztümöt is kapott, amit Riccardo Tisci tervezett.
A Heartbeatet a Holiday váltotta fel. Ez a változat Madonna új dalának, a Celebrationnek és legelső dalának, az Everybodynak az elemeit használja fel. Ezen kívül a szám közepébe beiktattak egy egyveleget is Michael Jackson három dalából, ezzel tisztelegve a pop királya előtt. A dal alatt az énekesnő Kento nevű táncosa Jacksonéhoz hasonló fellépőruhában tűnik fel és ugyanabban a stílusban táncol, mint egykoron ő.
Madonna ‘85-ös sláge, a Dress You Up a Borderline helyett szerepel. A dal olyan rockdalok elemeiből merít, mint a The Knack My Sharonája vagy a Sex Pistols God Save the Queenje. A Get Stupid című átvezető videó a 2008-as változathoz képest más képeket használ.
A Hung Upot törölték a szetlistából és a Frozen gyorsított tempójú változata váltotta azt fel. A dalt nem csak átmixelték, hanem az Open Your Heart és Calvin Harris I'm Not Alone című dalának néhány sorát is felhasználták benne. A háttérvideóban az eredeti, Chris Cunningham által rendezett klipből fel nem használt részletek láthatók.
A Ray of Light sem maradt meg változatlanul. A dal kezdetekor az első pillanatban a kivetítőkön Michael Jacksontól látható egy idézet Man in the Mirror című számából: "If you want to make the world a better place, take a look at yourself then make a change.", az intro pedig meg lett hosszabbítva. A kért dal ezúttal elmarad, azonban Madonna gitárszólója vezet át az utolsó számhoz, a Give It 2 Me-hez.

## A koncerteket nyitó előadók
- Robyn (különböző európai helyszíneken)[14]
- Benny Benassi (Róma)[15]
- Paul Oakenfold (Európa, Észak-Amerika & Dél-Amerika)[16][17][18]
- Bob Sinclar (Párizs)[19]

## Szetlista

### 2008

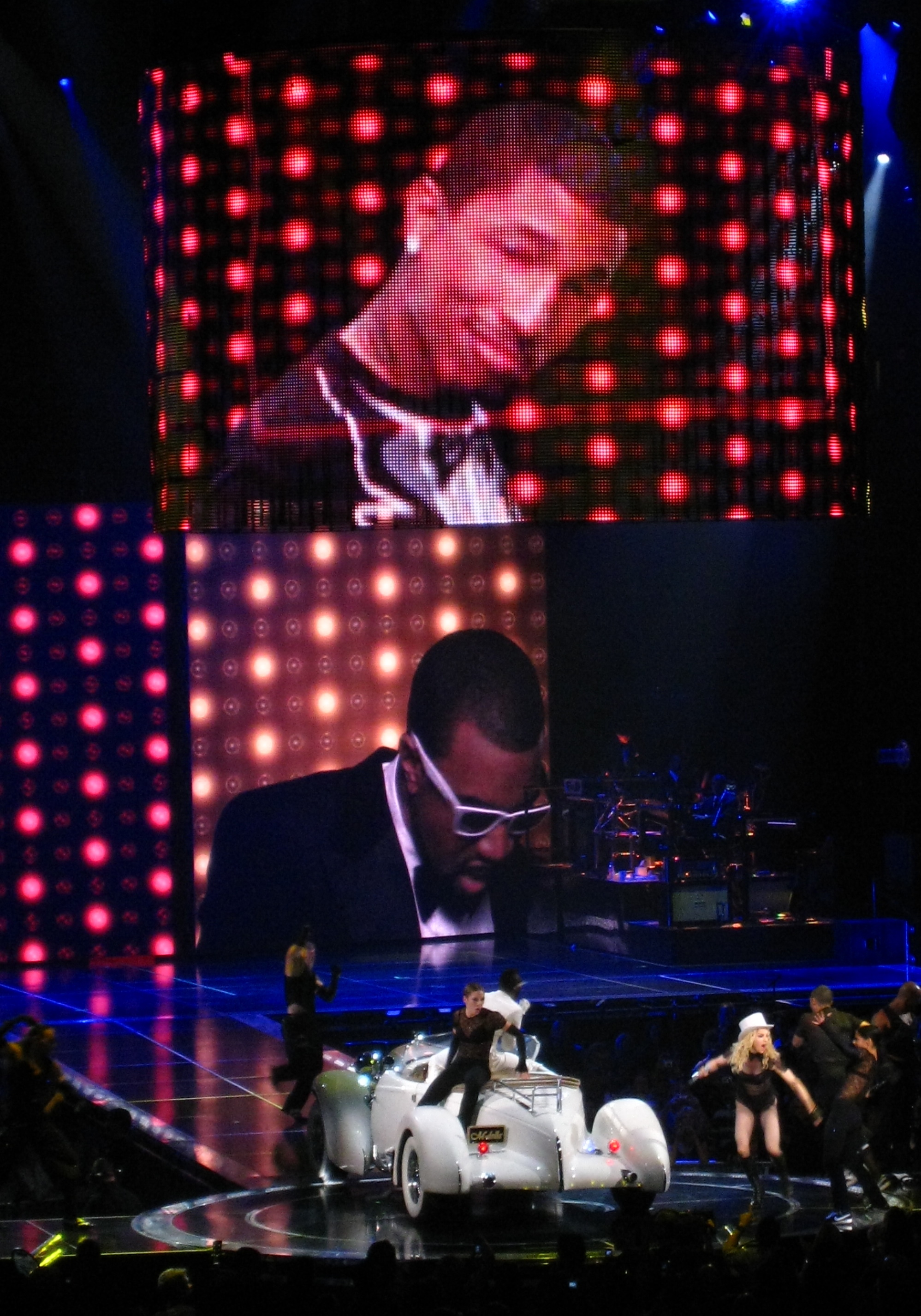
A Beat Goes On közben Pharrell Williams és Kanye West a kivetítőkön

1. The Sweet Machine (Video Intro) (a Manipulated Living, a 4 Minutes, a Human Nature és a Give It 2 Me) elemeivel

GENGSZTER/KERÍTŐ TÉMA:
1. Candy Shop
2. Beat Goes On
3. Human Nature
4. Vogue (a 4 Minutes és a Give It to Me elemeivel.)
5. Die Another Day (Remix) (átvezető video)

RETRÓ TÉMA:

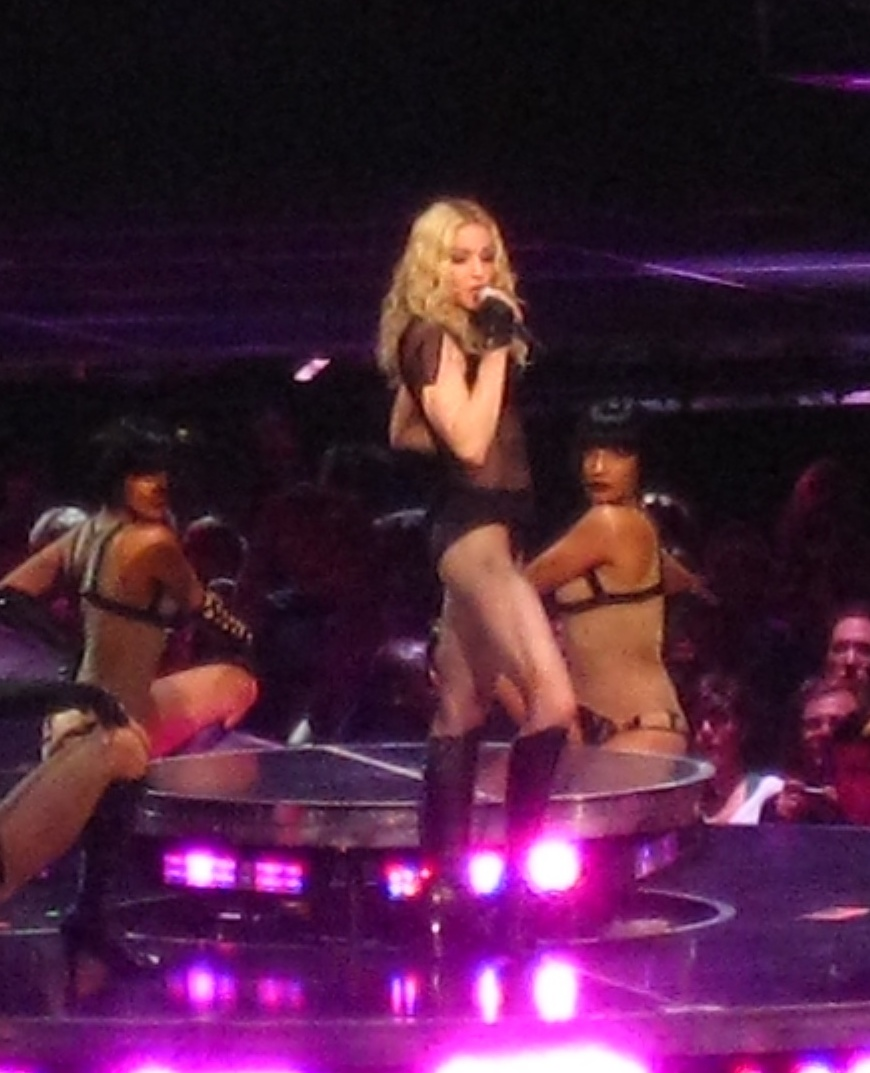
Vogue

1. Into the Groove (a Toop Toop, a Body Work, Jump, az Apache és a Double Dutch Bus című számok elemeivel.)
2. Heartbeat
3. Borderline
4. She's Not Me
5. Music (a Put Your Hands Up 4 Detroit elemeivel, és a Last Night a DJ Saved My Life részleteivel)
6. Rain (Remix) (átvezető video) (a Here Comes the Rain Again című számból felhasznált elemekkel)

ROMA TÉMA:
1. Devil Wouldn't Recognize You
2. Spanish Lesson
3. Miles Away
4. La Isla Bonita (a Lela Pala Tute c. Gogol Bordello-dal elemeivel)
5. Doli Doli (A Kolpakov Trio szólója.) (Táncos átvezető.)
6. You Must Love Me
7. Get Stupid (átvezető video) (a 4 Minutes, Beat Goes On, Give It 2 Me és a Voices elemeivel)

FUTURISZTIKUS RAVE TÉMA:
1. 4 Minutes
2. Like a Prayer (a Meck Feels Like Home c. számának elemeivel)
3. Ray of Light
4. Hung Up
5. Give It 2 Me (A Fired Up! (Club 69 Mix) elemeivel.)

Forrás:

### 2009

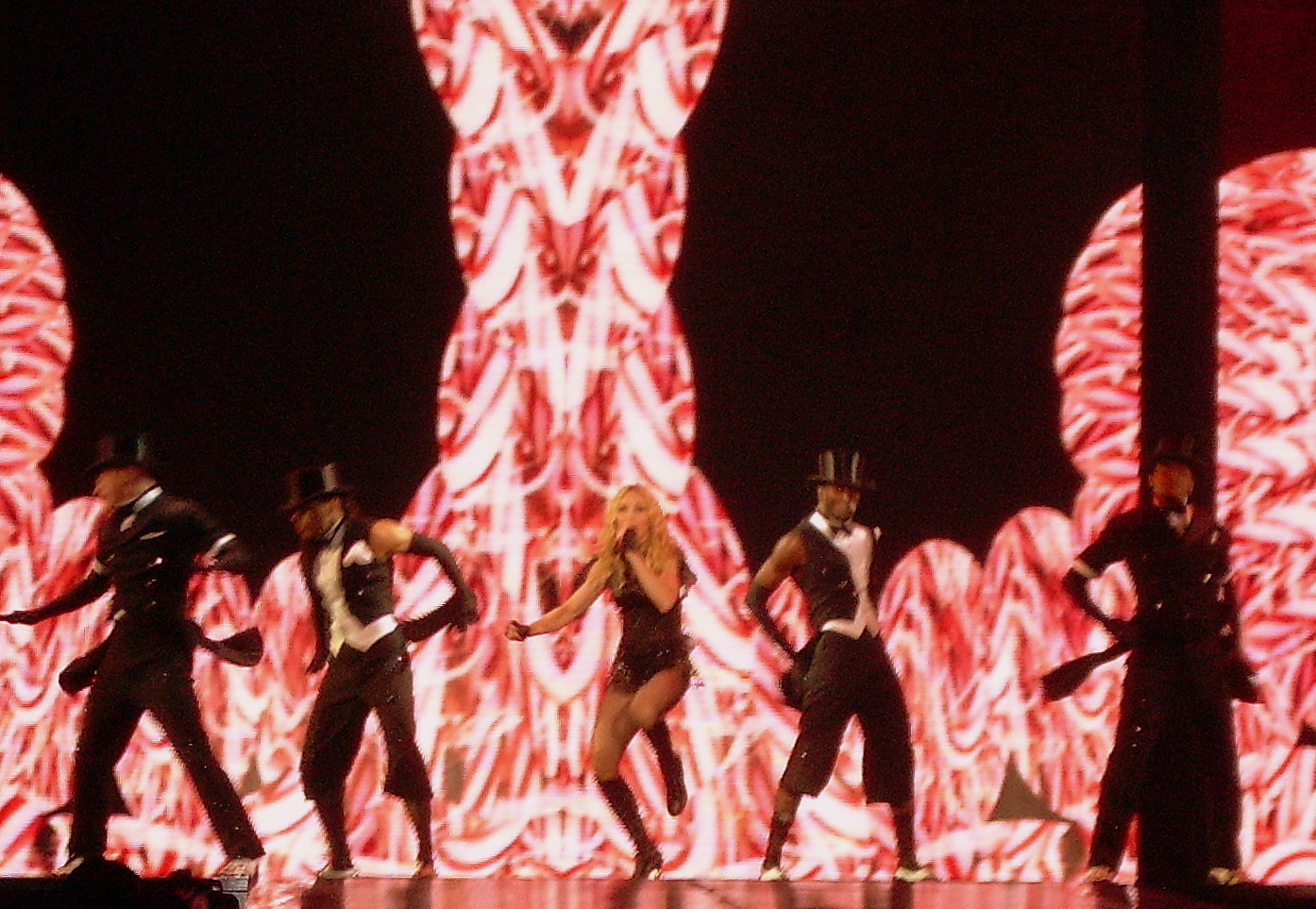
Candy Shop

1. The Sweet Machine (Video Intro) (a Manipulated Living, a 4 Minutes, a Human Nature és a Give It 2 Me) elemeivel

GENGSZTER/KERÍTŐ TÉMA:
1. Candy Shop (Marilyn Minter Gren Pink Caviar című videójának részleteivel.)
2. Beat Goes On
3. Human Nature
4. Vogue (a 4 Minutes és a Give It to Me elemeivel)
5. Die Another Day (Remix) (átvezető videó)

RETRÓ TÉMA:
1. Into the Groove (a Toop Toop, a Body Work, a Jump, az Apache és a Double Dutch Bus című számok elemeivel.)
2. Holiday (A Celebration, az Everybody elemeivel, valamint Michael Jackson Jam, 2000 Watts, Billie Jean, Another Part of Me és a Wanna Be Startin' Somethin' című dalainak részleteivel.)
3. Dress You Up (A My Sharona című dal elemeivel valamint a God Save the Queen és a Mickey című dalok részleteivel.)
4. She's Not Me
5. Music (a Put Your Hands Up 4 Detroit elemeivel, valamint a Last Night a DJ Saved My Life és a Heartbeat részleteivel.)
6. Rain (Remix) (átvezető video) (a Here Comes the Rain Again című számból felhasznált elemekkel.)

ROMA TÉMA:
1. Devil Wouldn't Recognize You
2. Spanish Lesson
3. Miles Away

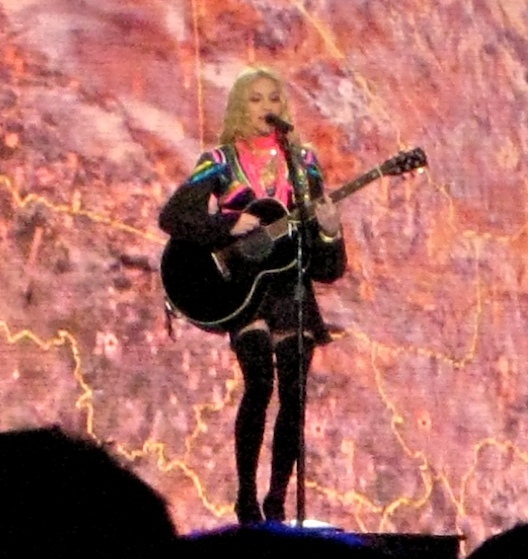
Miles Away

4. La Isla Bonita (a Lela Pala Tute c. Gogol Bordello-dal elemeivel)
5. Doli Doli (A Kolpakov Trio szólója.) (Táncos átvezető.)
6. You Must Love Me
7. Get Stupid (átvezető video) (a 4 Minutes, Beat Goes On, Give It 2 Me és a Voices elemeivel.)

FUTURISZTIKUS RAVE TÉMA:
1. 4 Minutes
2. Like a Prayer (a Meck Feels Like Home című számának elemeivel.)
3. Frozen (az I'm Not Alone elemeivel és az Open Your Heart részleteivel.)
4. Ray of Light
5. Give It 2 Me (A Fired Up! (Club 69 Mix) elemeivel.)[20][22]

## Turnéállomások
| Időpont              | Város             | Ország                    | Helyszín                        |
| -------------------- | ----------------- | ------------------------- | ------------------------------- |
| Európa               |                   |                           |                                 |
| 2008. augusztus 23.  | Cardiff           | Egyesült Királyság        | Millennium Stadion              |
| 2008. augusztus 26.  | Nizza             | Franciaország             | Stade Charles Ehrmann           |
| 2008. augusztus 28.  | Berlin            | Németország               | Olimpiai Stadion                |
| 2008. augusztus 30.  | Zürich            | Svájc                     | Military Airfield               |
| 2008. szeptember 2.  | Amszterdam        | Hollandia                 | Johan Cruijff Arena             |
| 2008. szeptember 4.  | Düsseldorf        | Németország               | LTU Aréna                       |
| 2008. szeptember 6.  | Róma              | Olaszország               | Olimpiai Stadion                |
| 2008. szeptember 9.  | Frankfurt am Main | Németország               | Deutsche Bank Park              |
| 2008. szeptember 11. | London            | Egyesült Királyság        | Wembley Stadion                 |
| 2008. szeptember 14. | Lisszabon         | Portugália                | Parque da Bela Vista            |
| 2008. szeptember 16. | Sevilla           | Spanyolország             | Estadio de La Cartuja           |
| 2008. szeptember 18. | Valencia          | Spanyolország             | Circuit Ricardo Tormo           |
| 2008. szeptember 20. | Párizs            | Franciaország             | Stade de France                 |
| 2008. szeptember 21. | Párizs            | Franciaország             | Stade de France                 |
| 2008. szeptember 23. | Bécs              | Ausztria                  | Duna sziget                     |
| 2008. szeptember 25. | Budva             | Montenegró                | Jaz Beach                       |
| 2008. szeptember 27. | Athén             | Görögország               | Olimpiai Stadion                |
| Észak-Amerika        |                   |                           |                                 |
| 2008. október 4.     | East Rutherford   | Amerikai Egyesült Államok | Izod Center                     |
| 2008. október 6.     | New York          | Amerikai Egyesült Államok | Madison Square Garden           |
| 2008. október 7.     | New York          | Amerikai Egyesült Államok | Madison Square Garden           |
| 2008. október 11.    | New York          | Amerikai Egyesült Államok | Madison Square Garden           |
| 2008. október 12.    | New York          | Amerikai Egyesült Államok | Madison Square Garden           |
| 2008. október 15.    | Boston            | Amerikai Egyesült Államok | TD Banknorth Garden             |
| 2008. október 16.    | Boston            | Amerikai Egyesült Államok | TD Banknorth Garden             |
| 2008. október 18.    | Toronto           | Kanada                    | Air Canada Centre               |
| 2008. október 19.    | Toronto           | Kanada                    | Air Canada Centre               |
| 2008. október 22.    | Montréal          | Kanada                    | Bell Centre                     |
| 2008. október 23.    | Montréal          | Kanada                    | Bell Centre                     |
| 2008. október 26.    | Chicago           | Amerikai Egyesült Államok | Amerikai Egyesült Államok       |
| 2008. október 27.    | Chicago           | Amerikai Egyesült Államok | Amerikai Egyesült Államok       |
| 2008. október 30.    | Vancouver         | Kanada                    | BC Place Stadion                |
| 2008. november 1.    | Oakland           | Amerikai Egyesült Államok | Oracle Arena                    |
| 2008. november 2.    | Oakland           | Amerikai Egyesült Államok | Oracle Arena                    |
| 2008. november 4.    | San Diego         | Amerikai Egyesült Államok | Petco Park                      |
| 2008. november 6.    | Los Angeles       | Amerikai Egyesült Államok | Dodger Stadium                  |
| 2008. november 8.    | Las Vegas         | Amerikai Egyesült Államok | MGM Grand Garden Arena          |
| 2008. november 9.    | Las Vegas         | Amerikai Egyesült Államok | MGM Grand Garden Arena          |
| 2008. november 11.   | Denver            | Amerikai Egyesült Államok | Pepsi Center                    |
| 2008. november 12.   | Denver            | Amerikai Egyesült Államok | Pepsi Center                    |
| 2008. november 16.   | Houston           | Amerikai Egyesült Államok | Minute Maid Park                |
| 2008. november 18.   | Detroit           | Amerikai Egyesült Államok | Ford Field                      |
| 2008. november 20.   | Philadelphia      | Amerikai Egyesült Államok | Wachovia Center                 |
| 2008. november 22.   | Atlantic City     | Amerikai Egyesült Államok | Boardwalk Hall                  |
| 2008. november 24.   | Atlanta           | Amerikai Egyesült Államok | Philips Arena                   |
| 2008. november 26.   | Miami             | Amerikai Egyesült Államok | Dolphin Stadium                 |
| 2008. november 29.   | Mexikóváros       | Mexikó                    | Foro Sol Stadium                |
| 2008. november 30.   | Mexikóváros       | Mexikó                    | Foro Sol Stadium                |
| Dél-Amerika          |                   |                           |                                 |
| 2008. december 4.    | Buenos Aires      | Argentína                 | River Plate Stadium             |
| 2008. december 6.    | Buenos Aires      | Argentína                 | River Plate Stadium             |
| 2008. december 7.    | Buenos Aires      | Argentína                 | River Plate Stadium             |
| 2008. december 10.   | Santiago (Chile)  | Chile                     | El Nacional                     |
| 2008. december 11.   | Santiago (Chile)  | Chile                     | El Nacional                     |
| 2008. december 14.   | Rio de Janeiro    | Brazília                  | Maracanã Stadion                |
| 2008. december 15.   | Rio de Janeiro    | Brazília                  | Maracanã Stadion                |
| 2008. december 18.   | São Paulo         | Brazília                  | Morumbi Stadium                 |
| 2008. december 20.   | São Paulo         | Brazília                  | Morumbi Stadium                 |
| 2008. december 21.   | São Paulo         | Brazília                  | Morumbi Stadium                 |
| Európa               |                   |                           |                                 |
| 2009. július 4.      | London            | Anglia                    | The O2                          |
| 2009. július 5.      | London            | Anglia                    | The O2                          |
| 2009. július 7.      | Manchester        | Anglia                    | Manchester Evening News Aréna   |
| 2009. július 9.      | Párizs            | Franciaország             | AccorHotels Arena               |
| 2009. július 11.     | Werchter          | Belgium                   | Werchter Fesztivál Park         |
| 2009. július 14.     | Milánó            | Olaszország               | San Siro Stadion                |
| 2009. július 16.     | Udine             | Olaszország               | Friuli Stadion                  |
| 2009. július 21.     | Barcelona         | Spanyolország             | Olympiai Stadion                |
| 2009. július 23.     | Madrid            | Spanyolország             | Vicente Calderón Stadion        |
| 2009. július 25.     | Zaragoza          | Spanyolország             | Recinto de la Feria de Zaragoza |
| 2009. július 28.     | Oslo              | Norvégia                  | Valle Hovin Stadion             |
| 2009. július 30.     | Oslo              | Norvégia                  | Valle Hovin Stadion             |
| 2009. augusztus 2.   | Szentpétervár     | Oroszország               | Palota tér                      |
| 2009. augusztus 4.   | Tallinn           | Észtország                | Tallinn Song Festival Grounds   |
| 2009. augusztus 6.   | Helsinki          | Finnország                | West Harbour                    |
| 2009. augusztus 8.   | Göteborg          | Svédország                | Ullevi Stadion                  |
| 2009. augusztus 9.   | Göteborg          | Svédország                | Ullevi Stadion                  |
| 2009. augusztus 11.  | Koppenhága        | Dánia                     | Parken Stadion                  |
| 2009. augusztus 13.  | Prága             | Csehország                | Chodovi Szabadtéri Amfiteátrum  |
| 2009. augusztus 15.  | Varsó             | Lengyelország             | Lotnisko Warszawa–Babice        |
| 2009. augusztus 18.  | München           | Németország               | Olimpiai Stadion                |
| 2009. augusztus 22.  | Budapest          | Magyarország              | Kincsem Park                    |
| 2009. augusztus 24.  | Belgrád           | Szerbia                   | Ušće Park                       |
| 2009. augusztus 26.  | Bukarest          | Románia                   | Izvor park                      |
| 2009. augusztus 29.  | Szófia            | Bulgária                  | Vasil Levski Nemzeti Stadion    |
| Ázsia                |                   |                           |                                 |
| 2009. szeptember 1.  | Tel-Aviv          | Izrael                    | Hayarkon Park                   |
| 2009. szeptember 2.  | Tel-Aviv          | Izrael                    | Hayarkon Park                   |

### Lemondott koncertek
| Dátum (2009)  | Város      | Ország        | Helyszín                      | Ok                  |
| ------------- | ---------- | ------------- | ----------------------------- | ------------------- |
| július 8.     | Manchester | Anglia        | Manchester Evening News Aréna | N/A                 |
| július 19.    | Marseille  | Franciaország | Stade Vélodrome               | Színpadi összeomlás |
| július 28.    | Hamburg    | Németország   | Hamburg Bahrenfeld Trab Aréna | N/A                 |
| augusztus 20. | Ljubljana  | Szlovénia     | Hippodrom                     | Alacsony jegyeladás |

### Bevételek
| Helyszín                         | Város           | Eladott jegyek / Kihasználtság | Bevétel      |
| -------------------------------- | --------------- | ------------------------------ | ------------ |
| Millennium Stadium               | Cardiff         | 33,460 / 33,460 (100%)         | $5,279,107   |
| Stade Charles Ehrmann            | Nizza           | 41,483 / 41,483 (100%)         | $4,381,242   |
| Olympic Stadium                  | Berlin          | 47,368 / 47,368 (100%)         | $6,048,086   |
| Military Airfield                | Zürich          | 70,314 / 70,314 (100%)         | $11,093,631  |
| Amsterdam Arena                  | Amszterdam      | 50,588 / 50,588 (100%)         | $6,717,734   |
| LTU Arena                        | Düsseldorf      | 35,014 / 35,014 (100%)         | $4,650,327   |
| Olympic Stadium                  | Róma            | 57,690 / 57,690 (100%)         | $5,713,196   |
| Commerzbank Arena                | Frankfurt       | 39,543 / 39,543 (100%)         | $6,020,706   |
| Wembley Stadium                  | London          | 73,349 / 73,349 (100%)         | $11,796,540  |
| Parque da Bela Vista             | Lisszabon       | 75,000 / 75,000 (100%)         | $6,295,068   |
| Olympic Stadium                  | Sevilla         | 47,712 / 59,258 (82%)          | $4,874,380   |
| Circuito Ricardo Tormo Cheste    | Valencia        | 50,143 / 50,143 (100%)         | $4,941,980   |
| Stade de France                  | Párizs          | 138,163 / 138,163 (100%)       | $17,583,211  |
| Duna-sziget                      | Bécs            | 57,002 / 57,002 (100%)         | $8,140,858   |
| Jaz Beach                        | Budva           | 47,524 / 47,524 (100%)         | $3,463,063   |
| Olympic Stadium                  | Athén           | 75,637 / 75,637 (100%)         | $9,030,440   |
| Izod Center                      | East Rutherford | 16,896 / 16,896 (100%)         | $2,812,250   |
| Madison Square Garden            | New York        | 61,586 / 61,586 (100%)         | $11,527,375  |
| TD Banknorth Garden              | Boston          | 26,611 / 26,611 (100%)         | $3,658,850   |
| Air Canada Centre                | Toronto         | 34,324 / 34,324 (100%)         | $6,356,171   |
| Bell Centre                      | Montréal        | 34,301 / 34,301 (100%)         | $5,391,881   |
| United Center                    | Chicago         | 30,968 / 30,968 (100%)         | $5,777,490   |
| BC Place Stadion                 | Vancouver       | 52,712 / 52,712 (100%)         | $5,389,762   |
| Oracle Arena                     | Oakland         | 28,198 / 28,198 (100%)         | $4,964,765   |
| Petco Park                       | San Diego       | 35,743 / 35,743 (100%)         | $5,097,515   |
| Dodger Stadium                   | Los Angeles     | 43,919 / 43,919 (100%)         | $5,858,730   |
| MGM Grand Garden Arena           | Las Vegas       | 29,157 / 29,157 (100%)         | $8,397,640   |
| Pepsi Center                     | Denver          | 23,501 / 23,501 (100%)         | $4,434,020   |
| Minute Maid Park                 | Houston         | 41,498 / 41,498 (100%)         | $5,170,100   |
| Ford Field                       | Detroit         | 30,119 / 30,119 (100%)         | $2,395,900   |
| Wachovia Center                  | Philadelphia    | 13,790 / 13,790 (100%)         | $2,318,530   |
| Boardwalk Hall                   | Atlantic City   | 13,293 / 13,293 (100%)         | $3,321,000   |
| Philips Arena                    | Atlanta         | 14,843 / 14,843 (100%)         | $2,632,952   |
| Dolphin Stadium                  | Miami           | 47,998 / 47,998 (100%)         | $6,137,030   |
| Foro Sol                         | Mexikóváros     | 104,270 / 104,270 (100%)       | $10,428,743  |
| River Plate Stadium              | Buenos Aires    | 263,693 / 263,693 (100%)       | $18,274,292  |
| Chile National Stadium           | Santiago        | 146,242 / 146,242 (100%)       | $11,385,499  |
| Maracanã Stadium                 | Rio de Janeiro  | 107,000 / 107,000 (100%)       | $7,322,269   |
| Morumbi Stadium                  | São Paulo       | 196,656 / 196,656 (100%)       | $15,462,185  |
| O2 Arena                         | London          | 27,464 / 27,464 (100%)         | $5,873,149   |
| Manchester Evening News Arena    | Manchester      | 13,457 / 13,457 (100%)         | $2,827,517   |
| Palais Omnisports de Paris-Bercy | Párizs          | 15,806 / 15,806 (100%)         | $2,306,551   |
| Werchter Festival Park           | Werchter        | 68,434 / 68,434 (100%)         | $7,190,295   |
| Stadio San Siro                  | Milan           | 55,338 / 55,338 (100%)         | $6,507,798   |
| Stadio Friuli                    | Udine           | 28,362 / 28,362 (100%)         | $3,236,277   |
| Estadio Olímpico                 | Barcelona       | 44,811 / 44,811 (100%)         | $5,010,557   |
| Estadio Vicente Calderón         | Madrid          | 31,941 / 31,941 (100%)         | $4,109,791   |
| Recinto Feria                    | Zaragoza        | 30,940 / 30,940 (100%)         | $2,015,381   |
| Valle Hovin                      | Oslo            | 79,409 / 79,409 (100%)         | $10,481,500  |
| Palace Square                    | Szentpétervár   | 27,103 / 27,103 (100%)         | $4,431,805   |
| Tallinn Song Festival Grounds    | Tallinn         | 72,067 / 72,067 (100%)         | $5,924,839   |
| West Harbour                     | Helsinki        | 85,354 / 85,354 (100%)         | $12,148,455  |
| Ullevi Stadion                   | Göteborg        | 119,709 / 119,709 (100%)       | $14,595,910  |
| Parken Stadion                   | Koppenhága      | 48,064 / 48,064 (100%)         | $6,709,250   |
| Chodov Natural Amphitheatre      | Prága           | 42,682 / 42,682 (100%)         | $3,835,776   |
| Bemowo Reptér                    | Varsó           | 79,343 / 79,343 (100%)         | $6,526,867   |
| Olympic Stadion                  | München         | 35,127 / 35,127 (100%)         | $3,655,403   |
| Kincsem Park                     | Budapest        | 41,045 / 41,045 (100%)         | $3,920,651   |
| Usce Park                        | Belgrád         | 39,713 / 39,713 (100%)         | $1,738,139   |
| Izvor park                       | Bukarest        | 69,088 / 69,088 (100%)         | $4,659,836   |
| Vasil Levski Nemzeti Stadion     | Szófia          | 53,660 / 53,660 (100%)         | $4,896,938   |
| Hayarkon Park                    | Tel-Aviv        | 99,674 / 99,674 (100%)         | $14,656,063  |
|                                  | ÖSSZESEN        | 3,545,899 / 3,557,445 (99%)    | $407,713,266 |

|}
Forrás:
Elhalasztott fellépések:
- 2008. december 3. – River Plate Stadion, Buenos Aires, Argentína. A show december 5-re tolódott.[45]
- 2008. december 6. – River Plate Stadion, Buenos Aires, Argentína. A show december 8-ra tolódott.[45]
- 2009. július 29. – Valle Hovin, Oslo, Norvégia. A show július 28-ra tolódott.[46]

Lemondott fellépések:
- 2009. július 8. – Manchester Evening News Arena, Manchester, Anglia[46]
- 2009. július 28. – Trab-Arena Hamburg Bahrenfeld, Hamburg, Németország[46]
- 2009. július 19. – Stade Vélodrome, Marseilles, Franciaország[47]
- 2009. augusztus 20. – Hippodrome, Ljubljana, Szlovénia[48]

### Tervezett ausztrál szakasz
Eredetileg a Live Nation arról számolt be, hogy Madonna koncertkörútja Amerikát és Európát fogja érinteni. Ennek ellenére 2008 márciusában - mielőtt megerősítették volna a turnét - az ausztrál újságok arról számoltak be, hogy Madonna úgy tervezi a turné keretén belül megáll Ausztráliában is. Az énekesnő így nyilatkozott: „Mennyire akarjátok, hogy ott legyek? […] Van rá esély. Már rég volt, (hogy ott jártam). Ez a minimum, amit tehetek.”
Zenei promótere és menedzsere, Michael Chugg úgy nyilatkozott, hogy az ausztrál szakasz „létre fog jönni” és, hogy a helyi promóterek keményen dolgoznak, hogy összejöjjön. Madonna bocsánatot kért, ausztrál rajongóitól a 2006-os Confessions Tour alatt, amiért nem tudta beszorítani a kontinenst a programjába. Ezért ez lenne az énekesnő első látogatása az országban ’93-as Girlie Show világturnéja óta.
2008 októberében a Sunrise talk show arról adott hírt, hogy Madonna 2009 januárjában fel fog lépni Ausztráliában. Molly Meldrum riporter azt állítja, hogy Madonnát Guy Ritchie-től való válása tartotta abban vissza, hogy több állomást iktasson be a turnéjába.
Madonna megígérte, hogy fellép Sydneyben és Melbourne-ben, de később törölték a helyszíneket. Michael Coppel kijelentette: „Úgy volt, hogy Madonna ellátogat Ausztráliába. A dátumokat leegyeztették, aztán a gazdaság közbeszólt… Ez ismeretlen terület per pillanat. Rengeteg turnéra adtak el jegyeket, mielőtt a dollár zuhanni kezdett volna. Azonban mi csak most kezdjük el érezni a gazdaság hatását a turnéiparra.”
A 2009-es turnéállomások bejelentésekor a Herald Sun lehozta, hogy az énekesnő 2009 szeptemberében Ausztráliába szeretne látogatni. Egy show a melbourne-i Telstra Dome-ba lett volna beiktatva. Később viszont kiderült, hogy a hír hamis volt. Arthur Fogel a Live Nation Global Touringtól úgy nyilatkozott: „Madonna csak egyszer járt Ausztráliában – 1993-ban.”

### Marseille-i tragédia
Július 16-án Marseilles-ben, miközben munkások Madonna színpadának felállításán dolgoztak a Stade Vélodrome-ben, a színpad váratlanul leszakadt. A baleset során 8 munkás megsérült, 2 pedig meghalt. A baleset miatt a város vezetői törölték a koncertet.
A tragédiát követően Madonna azt nyilatkozta: „Le vagyok sújtva a hír hallatán. Imádkozom azokért, és azok családjáért, akik megsérültek, és ezzel együtt a legmélyebb együttérzésemet szeretném kifejezni azok iránt, akiket ez tragikus hír érintett.”

### Rekordeladások
A turné 2009-es állomásaira meghirdetett jegyek néhány országban rögtön elfogytak vagy rekordot döntöttek.
- Londonban és Manchesterben a jegyek pénteken percek alatt elfogytak, így további show-kat iktattak be július 5-re Londonba, és július 8-ra Manchesterbe.
- Az Oslóba (július 30.), Göteborgba (augusztus 9.), Werchterbe és Tallinnba meghirdetett koncertekre a jegyek még aznap elfogytak, hogy a jegyek forgalomba kerültek.
- Az augusztus 6-i helsinki koncert lesz a Finnországban valaha megtartott legnagyobb show. (A koncertre 76 000-et adtak el.)
- Az oslói állomásra meghirdetett jegyek 34 perc alatt fogytak el, arra kényszerítve ezzel a Live Nationt, hogy még egy koncertet iktasson be július 29-re.
- A göteborgi koncertre (augusztus 9.) mind az 55 000 jegy két óra alatt fogyott el, így a Live Nation még egy estét adott hozzá a turnéhoz augusztus 8-ra.
- A werchteri állomásra 70 000 jegyet adtak el egy nap alatt.
- A tallinni koncertre 70300 jegyet adtak el kicsivel több, mint 24 óra alatt, ami az eddig felállított rekordot döntötte meg Észtországban. A rekordot előzőleg a Metallica tartotta 3 nappal.[56]
- Tel-Avivban, ahol az első előadásra rögtön elfogytak a jegyek, egy második show-t iktattak be.[57]

## Kritikák
- Az Independent négy csillagot adott a show-ra, és azt írta: „Ha valaki, aki látta Madonna világ körüli turnéjának ezt a látványos megnyitását, és látott már bármi mást az elmúlt pár hónapban, ami ugyanilyen élvezetes, újító és energikus, akkor mutassa meg, melyik volt az. A koreográfia, a látványelemek és a tehetség világszínvonalú, észbontóan jól kivitelezett, intelligens és szellemes.”[58]
- The Times: „A rangos táncos-dalszerzők ligájában a popkiráynő továbbra is konkurens nélküli és veretlen marad.”[58]
- The Sun: „Minden kétséget kizáróan Madonna még mindig a popkirálynő! Sokáig éljen a Királynő!”[58]
- The Daily Mail: „Senki sem csinál olyan show-t, mint Madonna. Ez egy teátrális, két órás bombasiker.”[58]

## Közvetítés és koncertfelvétel
Az argentin La Nación napilap szerint a turné River Plate Stadionban tartott állomásán rögzítették a DVD-n megjelenő koncertfelvételt. Egy interjúban a turné produkciós igazgatója, Chris Lamb úgy nyilatkozott, hogy Madonna azért választotta az argentin közönséget, mert különleges kötelék köti őket össze, mióta az énekesnő ott forgatta az Evitát. A cikk nem szolgált a megjelenés dátumával.
2009 májusában a BlackBerry exkluzív jogot biztosított BlackBerry Bold okostelefont használóinak, hogy korlátozott ideig 10 előzetest nézhessenek meg a turné koncert DVD-jéből.
A felhasználók a következő dalokba nézhettek bele: Candy Shop, Beat Goes On, Vogue, Die Another Day, Music, Spanish Lesson, Miles Away, La Isla Bonita, Get Stupid, és a 4 Minutes. A brit Sky1 tv-csatorna július 4-én adta le a turné koncertváltozatát. Ebben a TV változatban jóval lerövidítették a Sweet Machine című intrót és a kért dalt, -ami Argentínában a Like a Virgin volt- is kivágták.

## Képgaléria

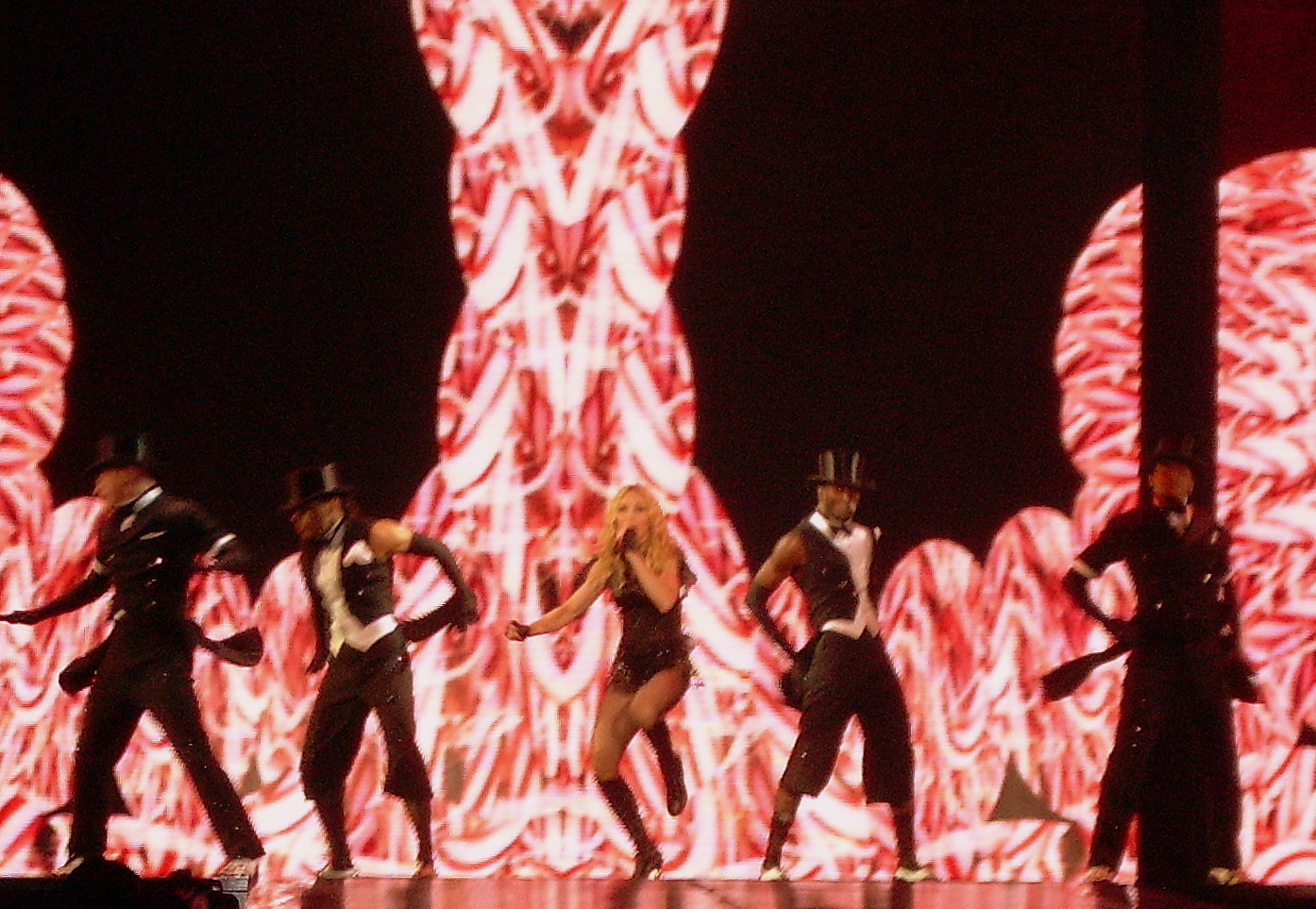
Candy Shop
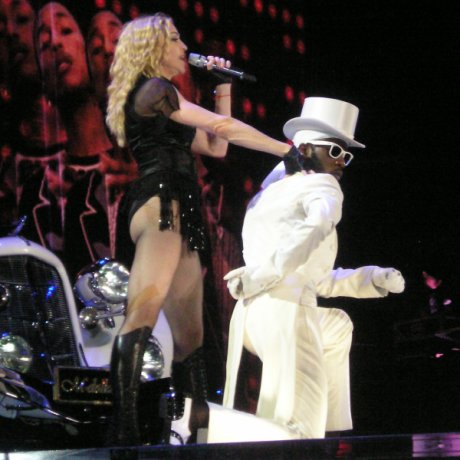
Beat Goes On
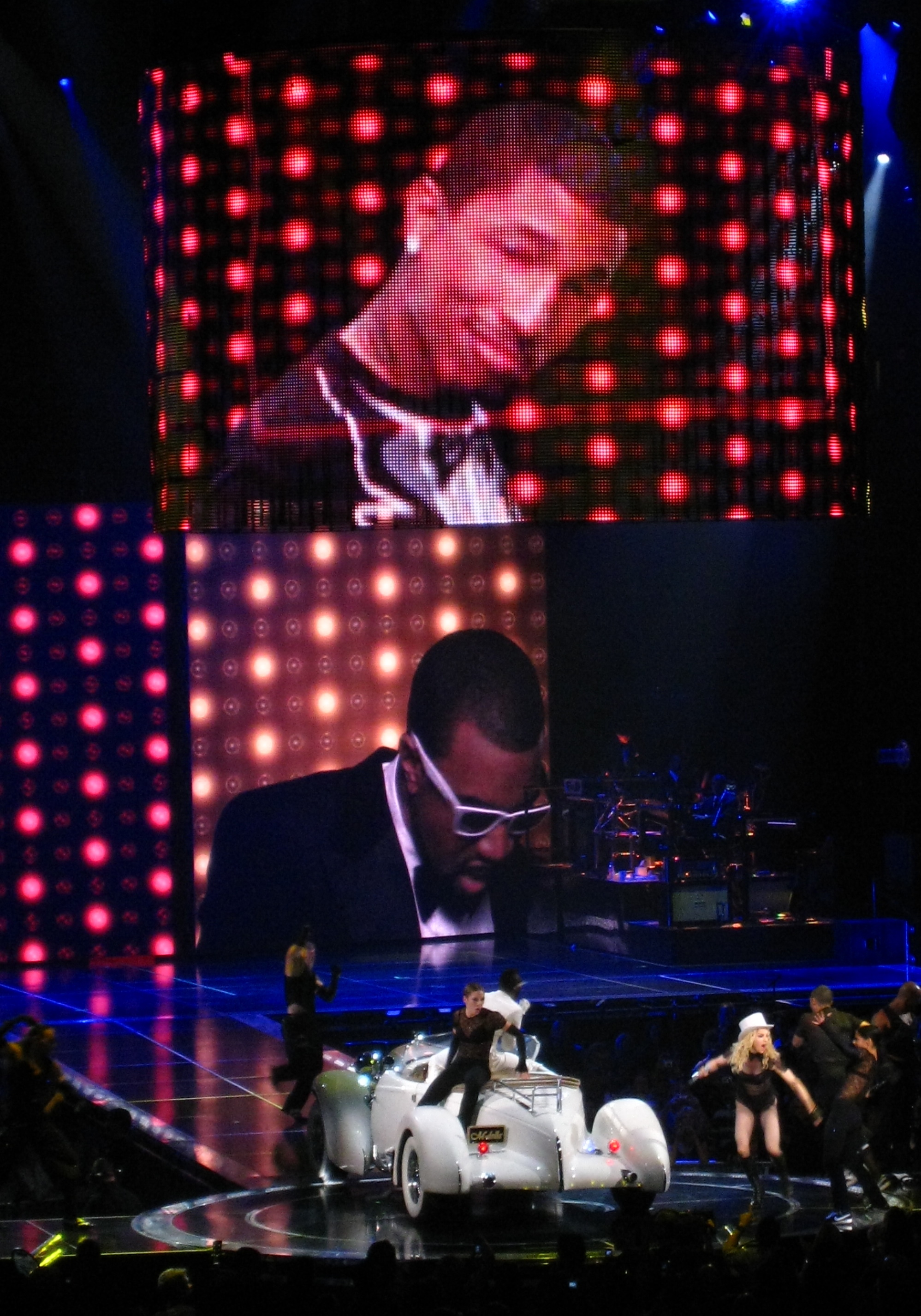
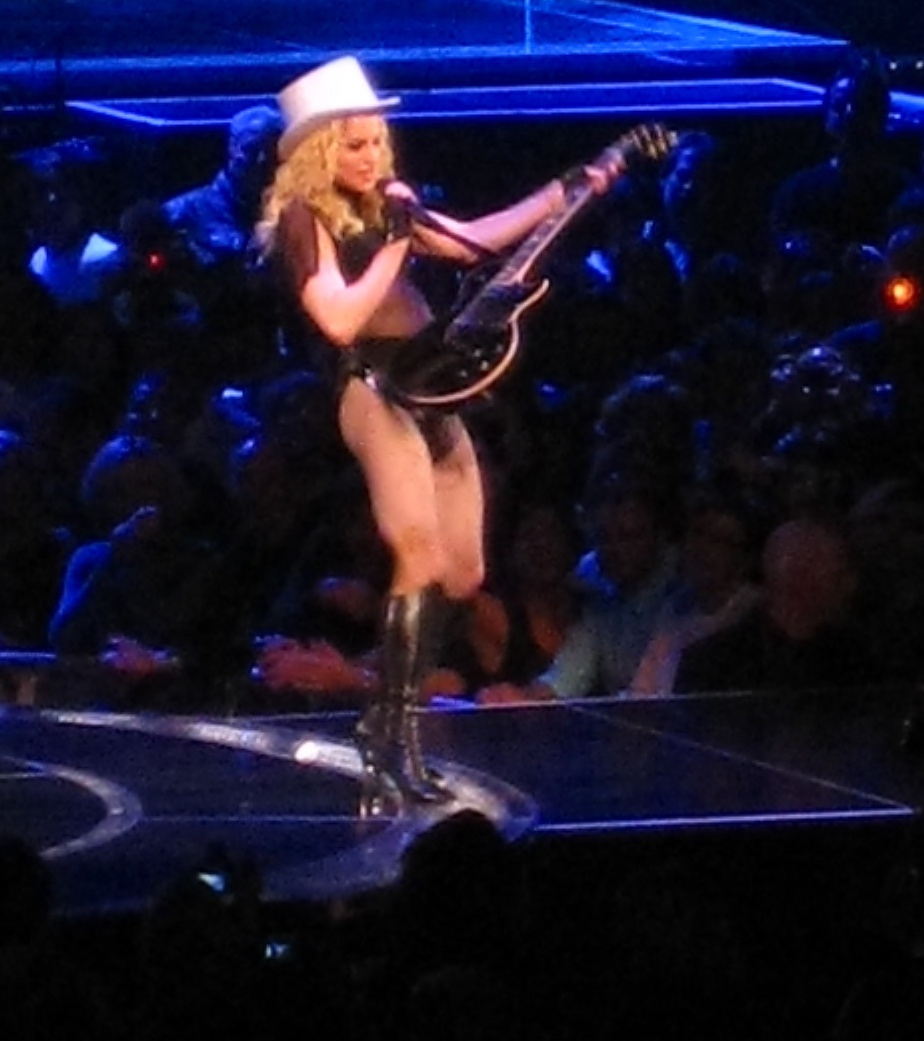
Human Nature
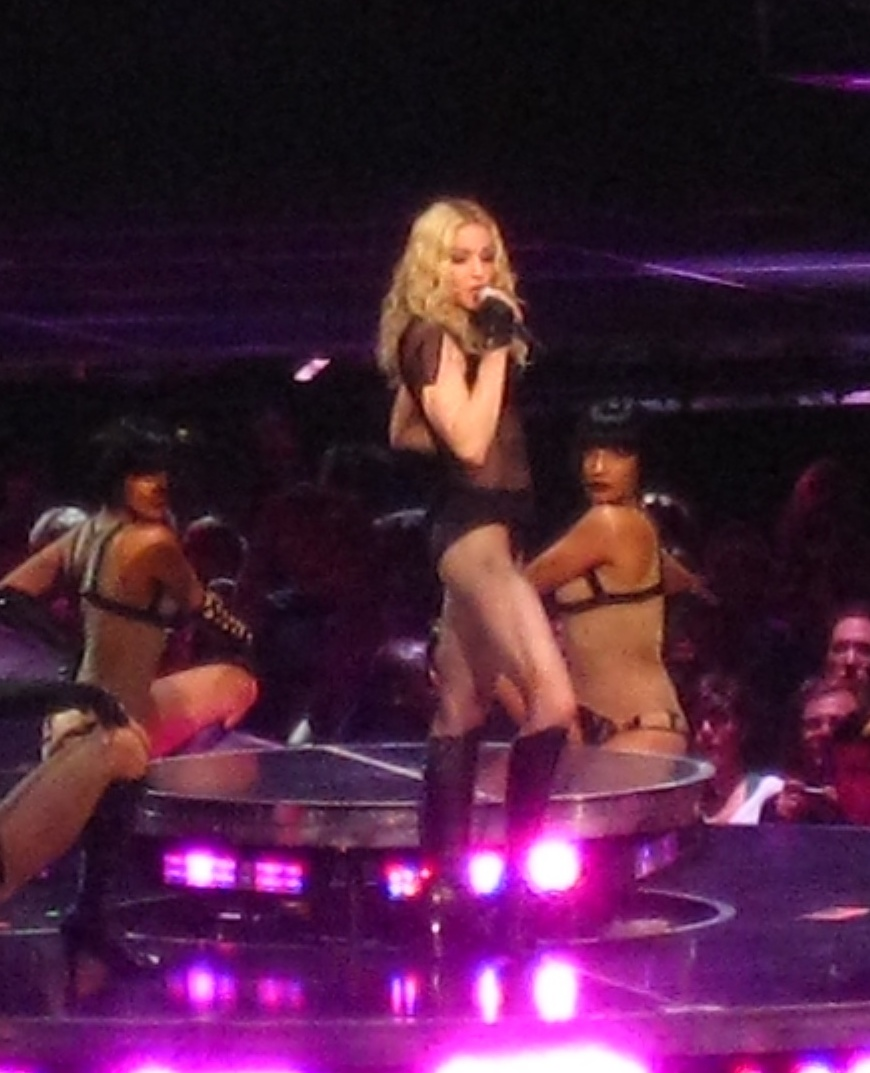
Vogue
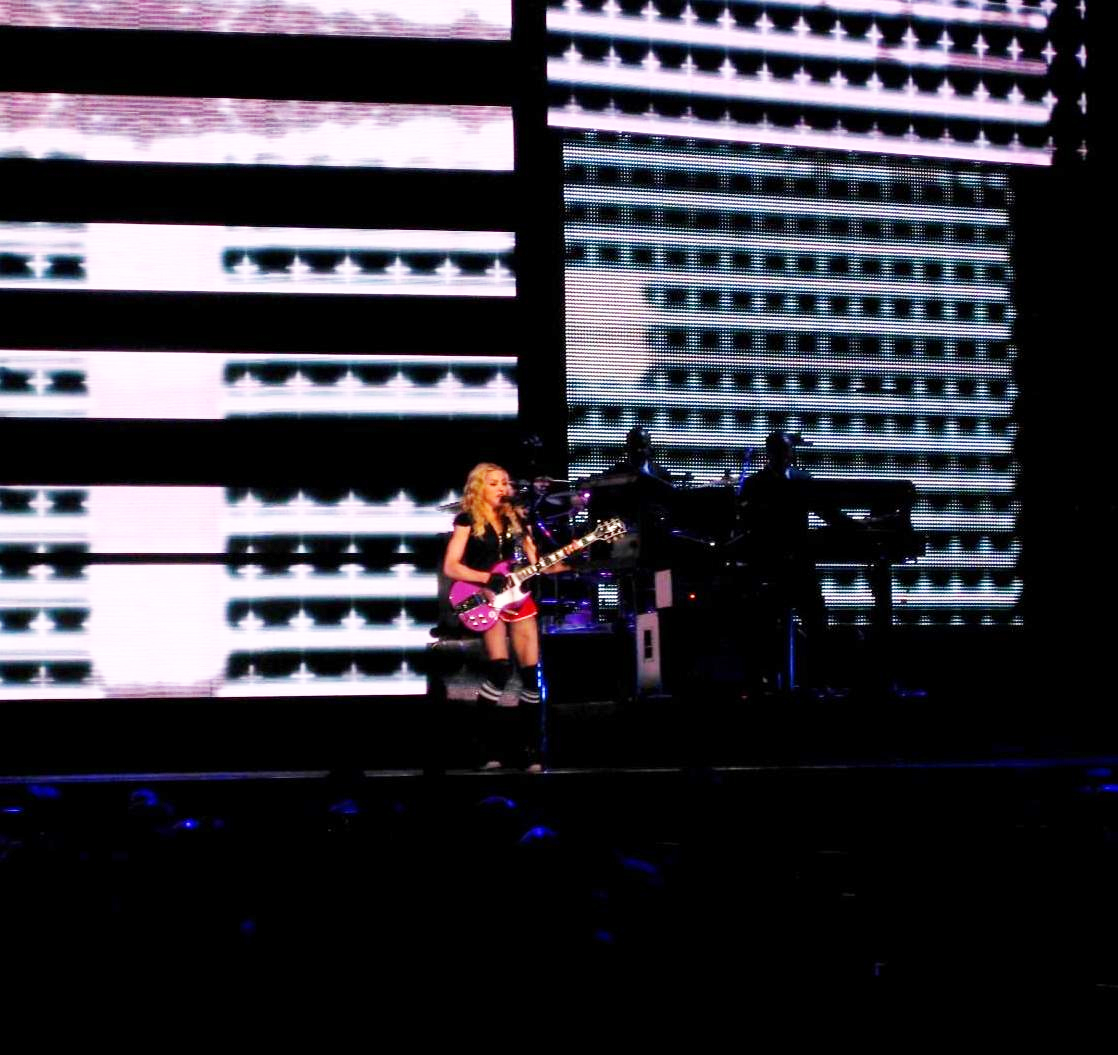
Borderline
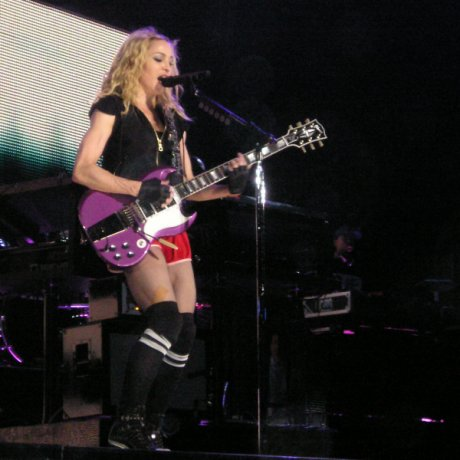
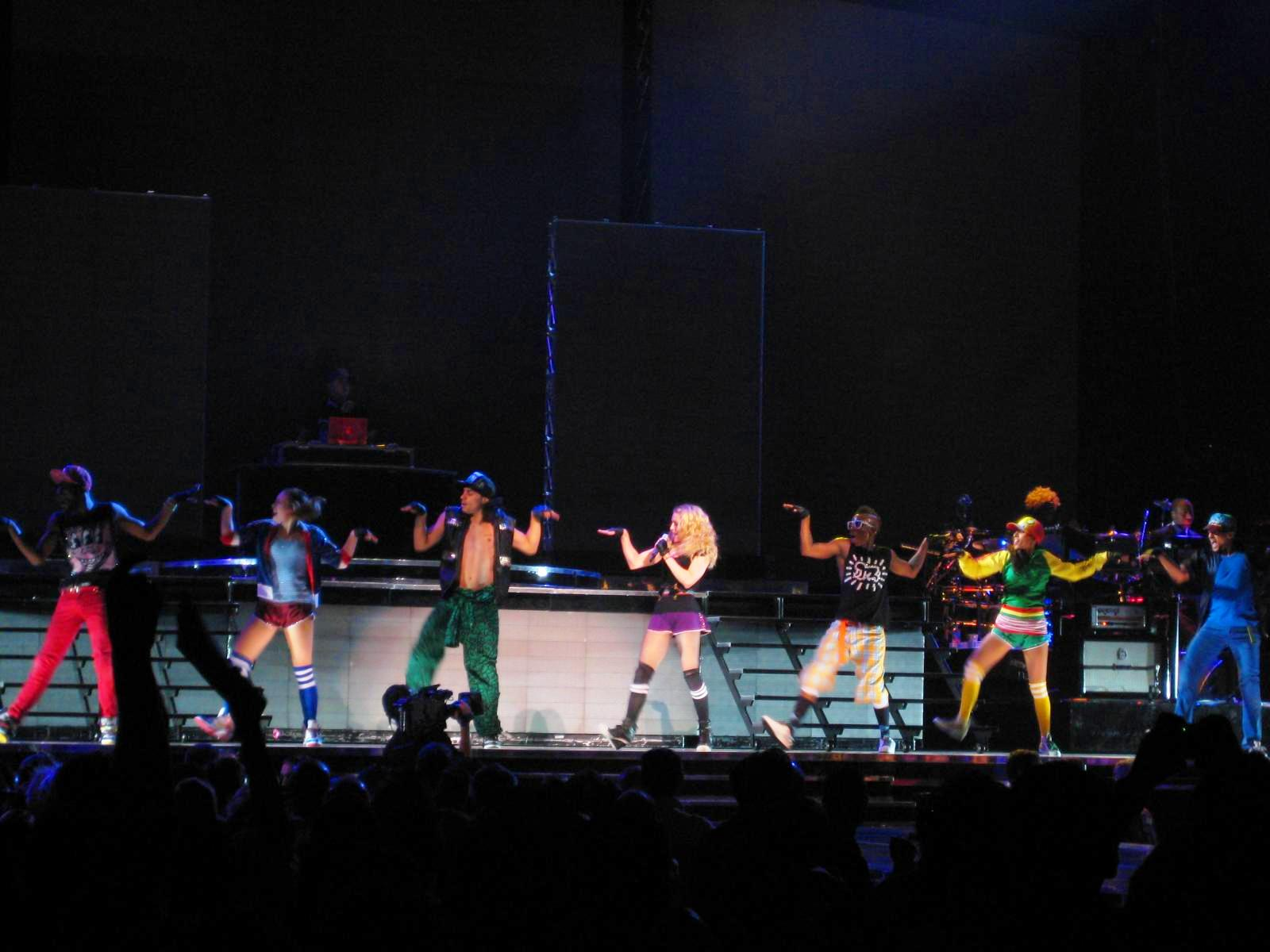
Music
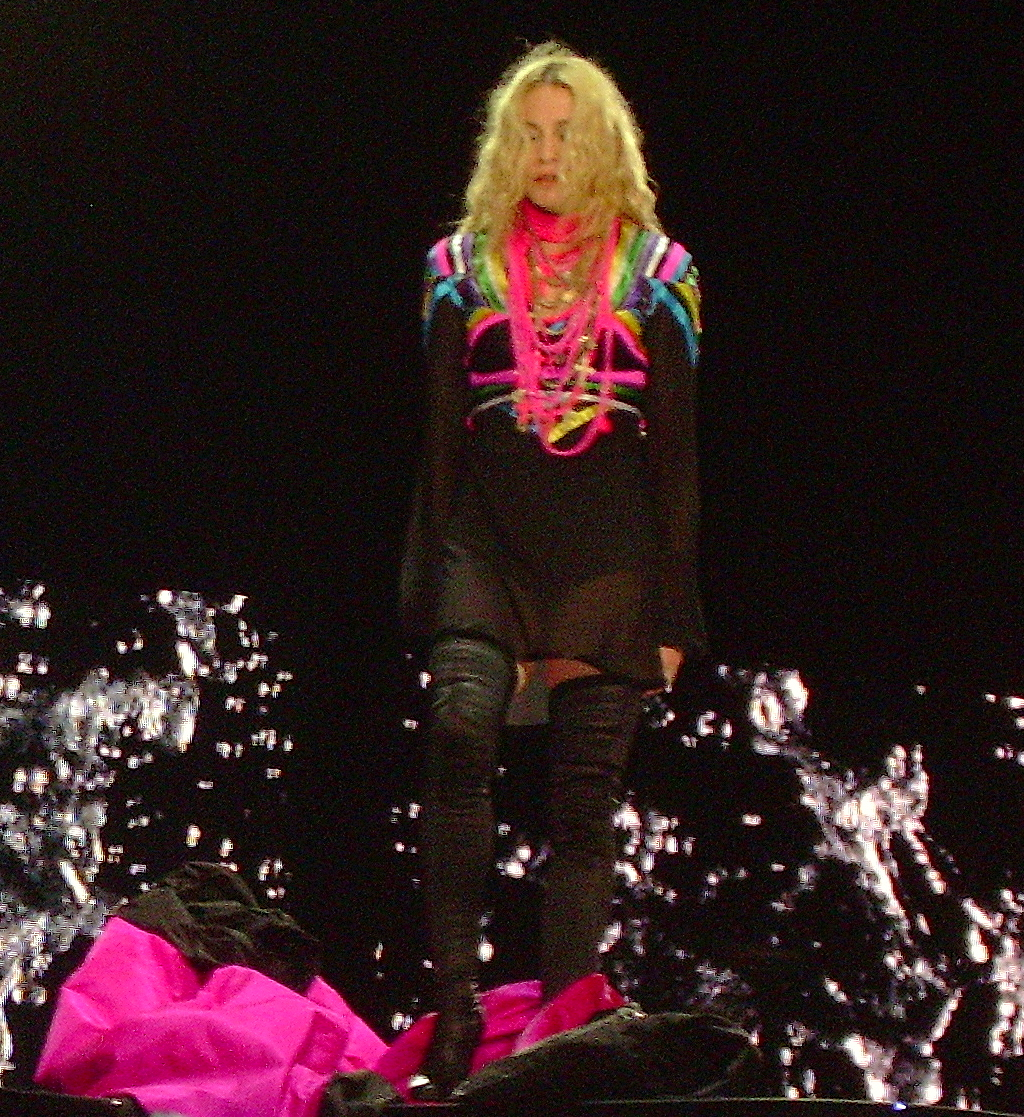
Devil Wouldn't Recogize You
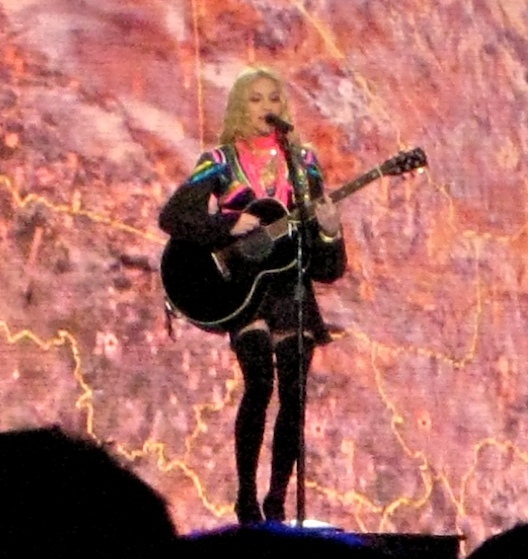
Miles Away
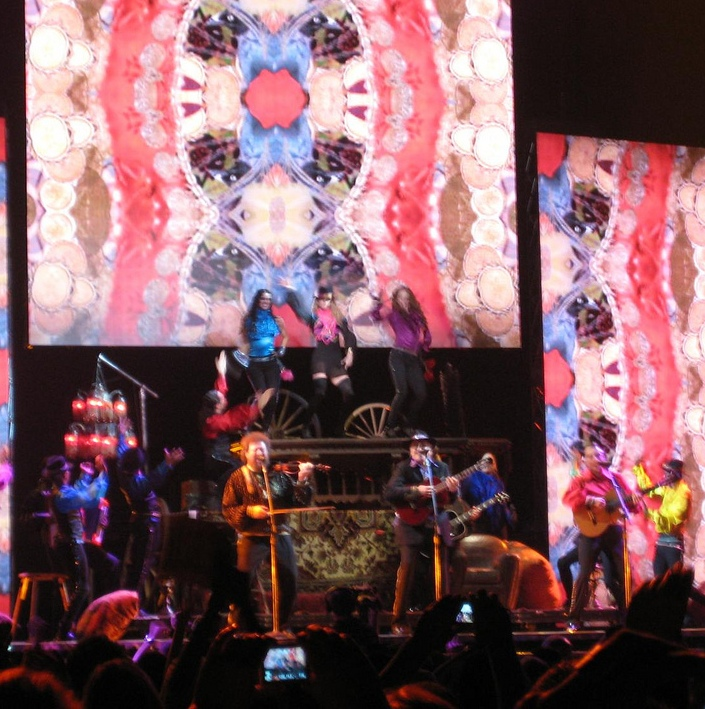
La Isla Bonita
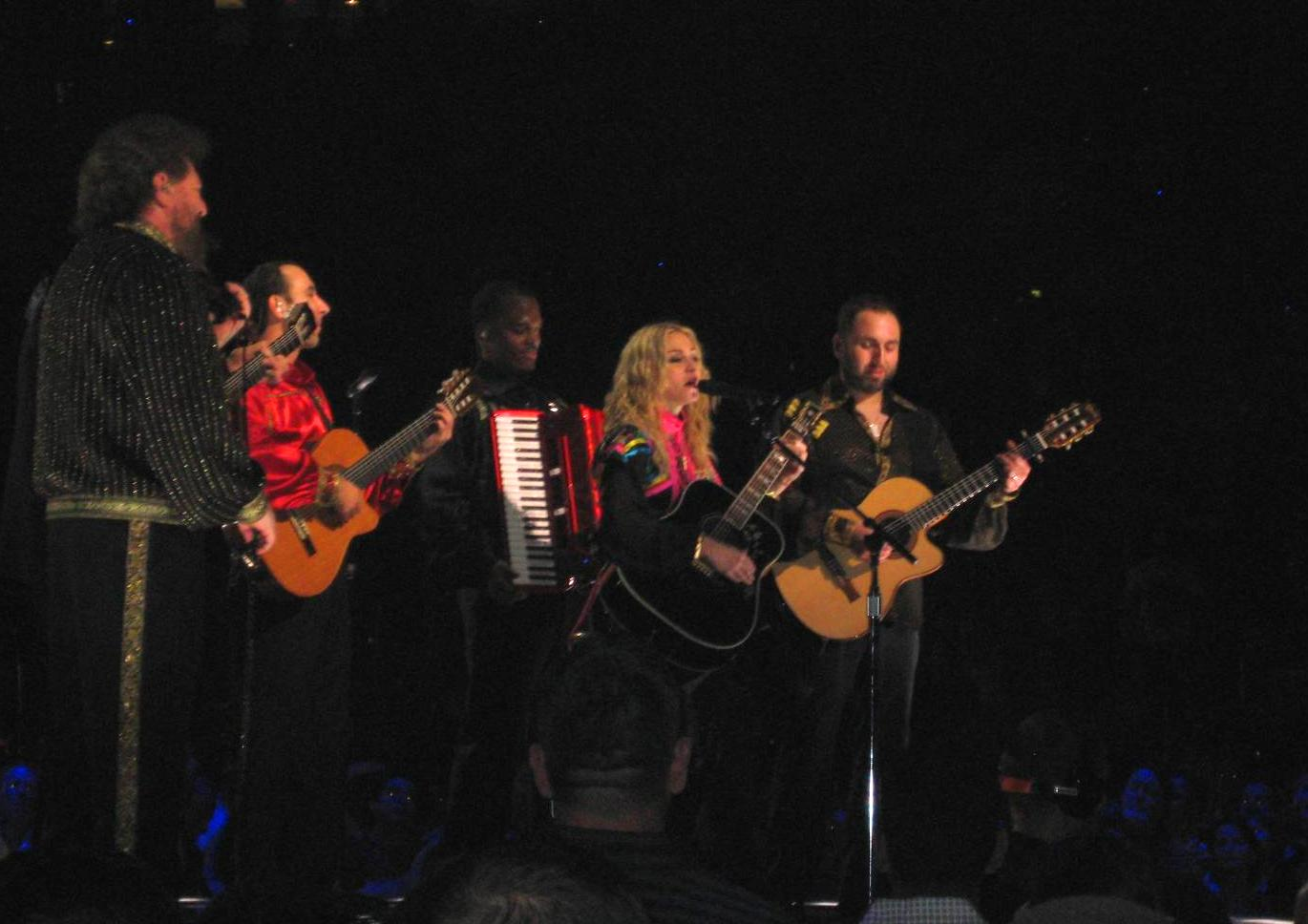
You Must Love Me
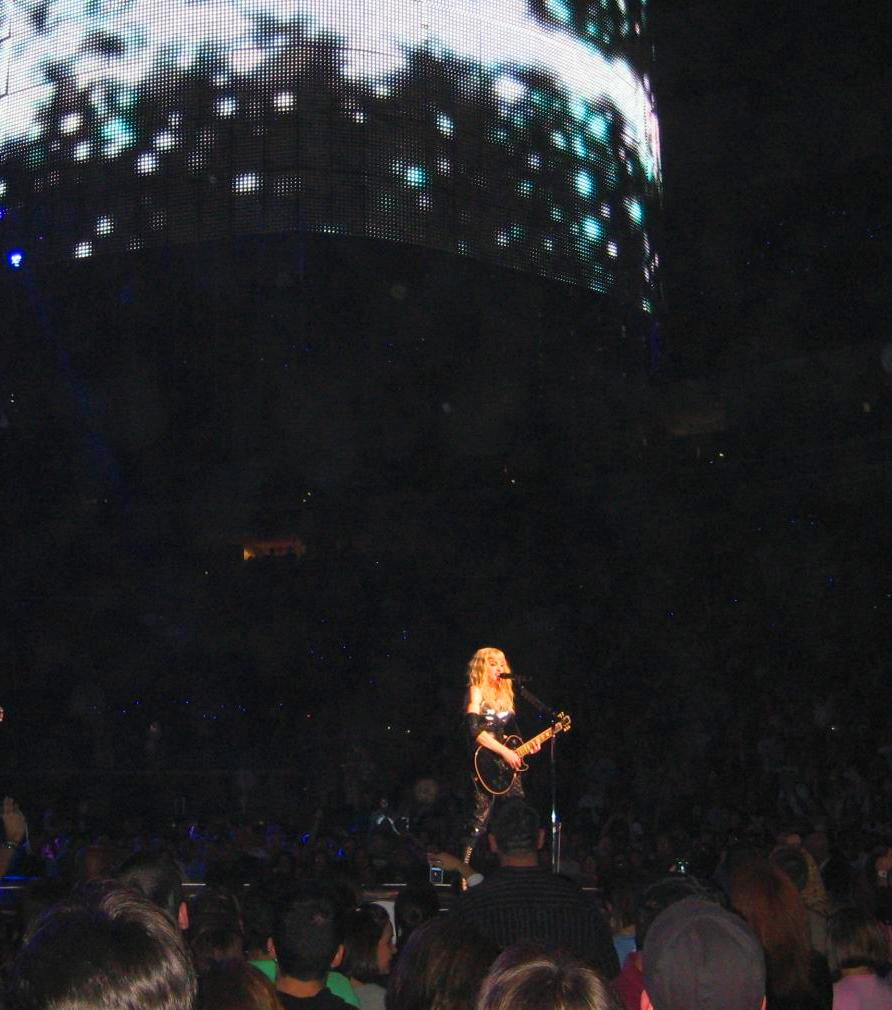
Ray of Light
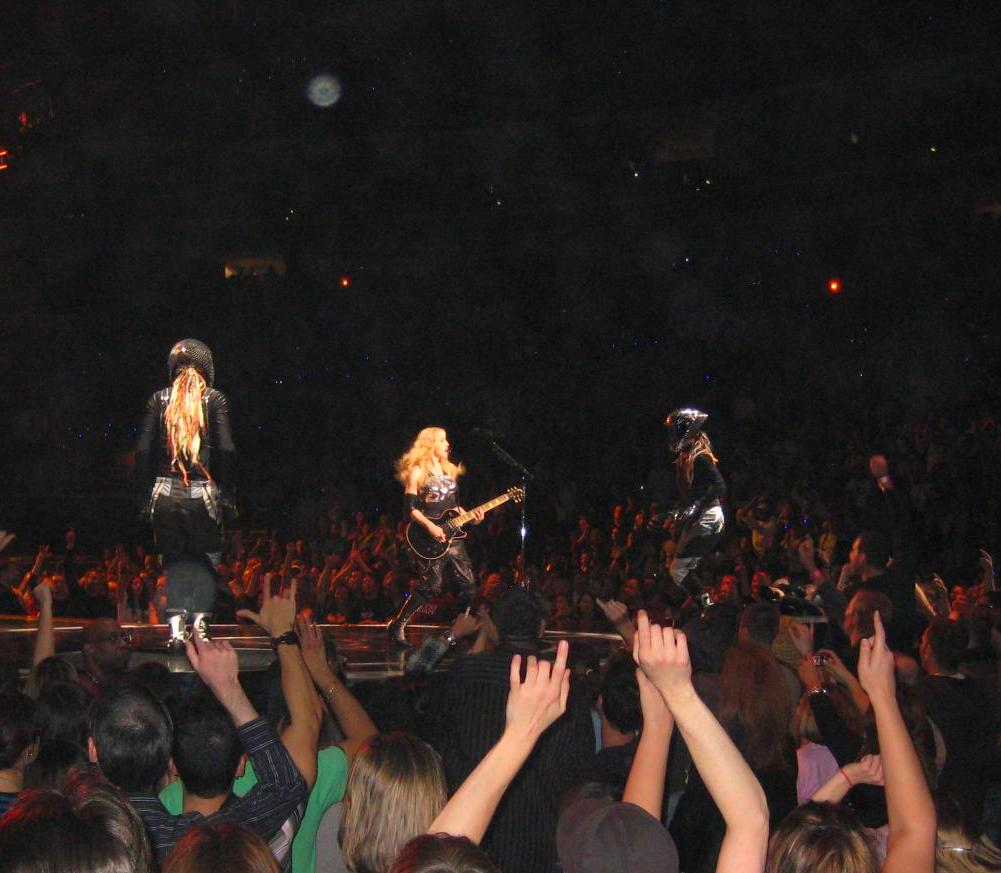
Hung Up
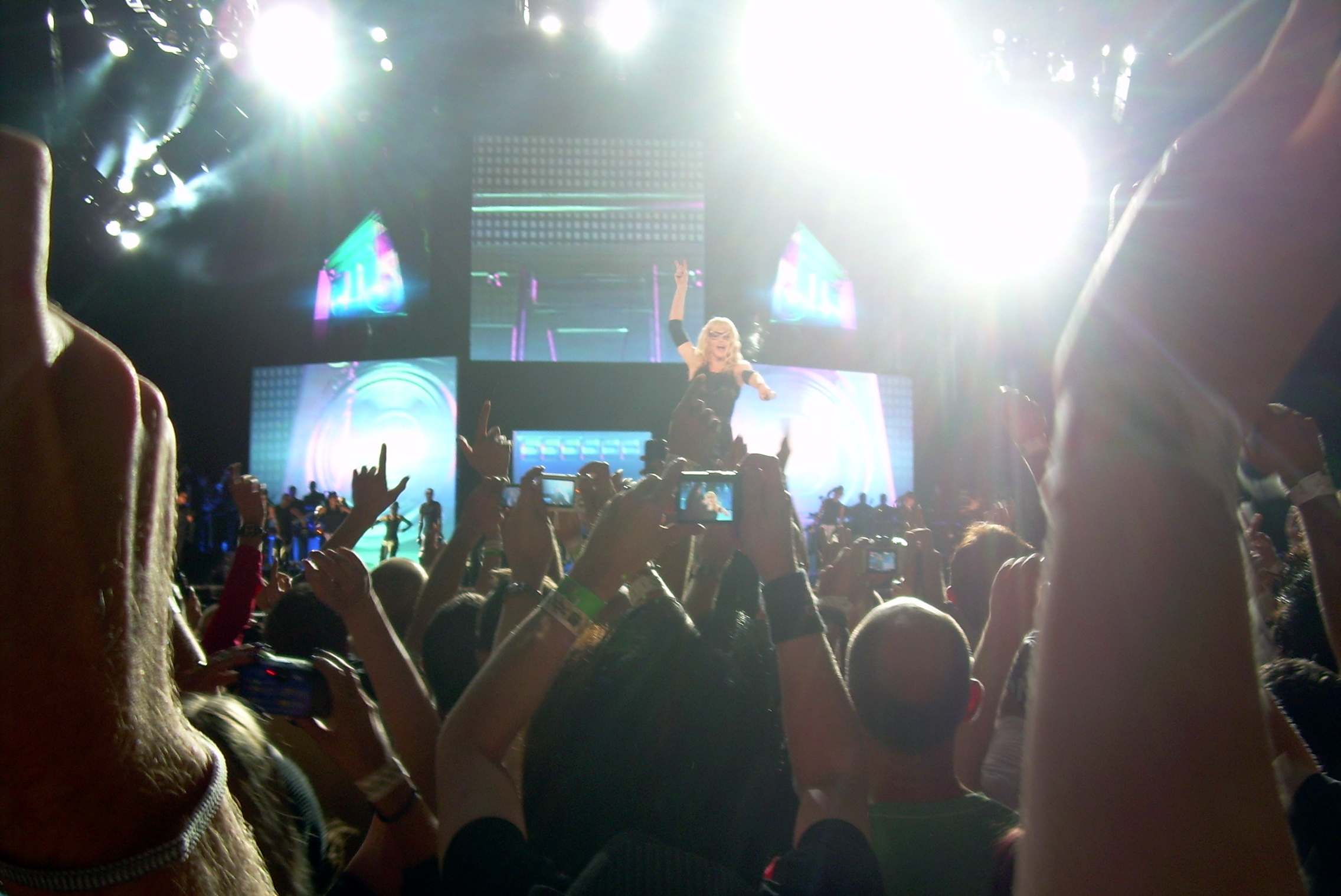
Give It 2 Me
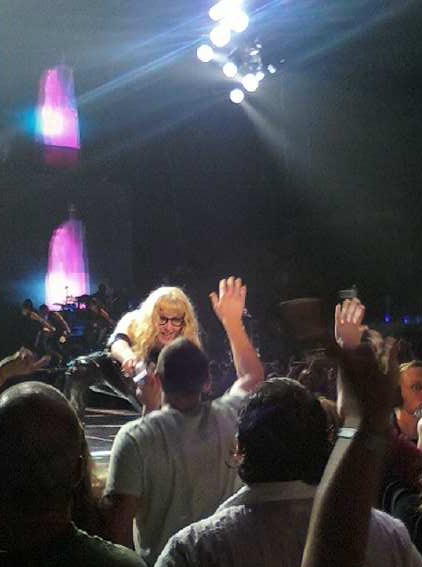

## Stáb
Show igazgató: Jamie King

Zenei igazgató: Kevin Antunes

Világítás igazgató: Mac Moiser

Videó igazgató: Christian Lamb, Frank the Plumber, Eugene Riecansky, Steven Klein, James Lima, Nathan Rissman és Tom Munro

Vezető koreográfus: Stefanie Ross

Koreográfusok: Richmond Talauega, Anthony Talauega, Dondracio Johnson, Alison Faulk, Aljamaal Jones és Jason Young

Koreográfus asszisztensek: Jamal Sims, RJ Durell és Aakomon Jones

Különleges koreográfia: Riki Onodera, Yuki Yoshida, Charles Park, Prince Jron, Yaman Okur, Brahim Rachiki, Jason Lester, Natasha Bielenberg, Flii Stlez, Danielle Polanco, Stephonie Webb és Julian Phillips

Különleges koreográfus asszisztensek: Khadijah Maloney, Stacey Hipps és Shavonne Monfiston

Hangzás dizájn: Sean Spuehler

Fény dizájn: LeRoy A. Bennett

Videó dizájn: Veneno, Inc. 

Produkciós dizájn: LeRoy A. Bennett

Ruhák: Arianne Phillips, Riccardo Tisci (for Givenchy), Tom Ford, Dolce & Gabbana, Miu Miu, Stella McCartney, Moschino, Stefano Pilati (for Yves Saint-Laurent), Kiki de Montparnasse, Michael Schmidt, Roberto Cavalli és Jeremy Scott

Menedzser: Guy Oseary

Publicista: Liz Rosenberg

Jog: Grubman, Indursky & Shire

Pénzügyek: TMI Productions

Logisztika: Sevvy Enfield

Promotáló: Live Nation Global Touring

### Zenészek
Gitár: Madonna, Alexander Kolpakov², Vadim Kolpakov² és Monte Pittman

Billentyűs hangszerek: Kevin Antunes és Ric'key Pageot

Programozás: Kevin Antunes

háttérvokál: Kiley Dean, Arkady Gips², Alexander Kolpakov, Vadim Kolpakov, Monte Pittman és Nicki Richards

Dob: Brain Frasier-Moore

Hegedű: Arkady Gips

Zongora: Ric'key Pageot

Tangóharmonika: Ric'key Pageot

Kolomp: Monte Pittman

Turné DJ: Eric Jao

Táncosok: Vadim Kolpakov, Leroy Barnes, Sofia Boutella, Jason Boyd, Emilie Capel, William Charlemoine, Paul Kirkland, Jennifer Kita, Kento Mori, Yaman Okur, Charles Park IV, Valeree Pohl, Anthony Rue Jr., Nilaya Savnis, Jason Young, Riki Onodera1 és Yuki Yoshida1

## Külső hivatkozások
- Live Nation Sticky & Sweet Tour[halott link]
- Madonna.com
- Sticky & Sweet Tour